# Trucco camouflage
Il termine camouflage, derivato dal francese, indica una tecnica di trucco volta a nascondere inestetismi cutanei di vario genere, quali: angiomi, vitiligine, couperose, teleangectasie, discromie cutanee, acne ed esiti cicatriziali.

## Le applicazioni del camouflage
I prodotti cosmetici Camouflage sono stati sviluppati da chirurghi plastici durante la seconda Guerra Mondiale per coprire  ustioni subite dai piloti di caccia. Oggi il campo d'applicazione del camouflage è vasto, potendo intervenire sull'intera superficie cutanea per nascondere: segni postumi di interventi di chirurgia plastica, sia ricostruttiva (labbro leporino, angiomi, tumori ecc.), che estetica (rinoplastica, blefaroplastica, lifting del volto, ecc.), lesioni vascolari (angiomi piani, couperose, teleangectasie, ecc.), discromie cutanee (ipo- ed iper-pigmentazioni traumatiche o congenite), lesioni dermatologiche (vitiligine, acne, lupus eritematoso ecc.) , cicatrici e tatuaggi.  

## Aspetti psicologici del camouflage
Il camouflage ha un forte impatto emotivo su coloro che ne fanno uso. Esso favorisce, infatti, il superamento di insicurezze e malesseri, determinati dalla presenza dell'inestetismo cutaneo, migliorando le capacità relazionali.
La crescente presa di coscienza che la parola salute possa indicare una condizione di benessere non solo fisico, ma anche psichico ha indotto alcuni ospedali ad offrire un supporto estetico per il trattamento di alcune lesioni cutanee e a creare specifici reparti dedicati al recupero estetico di pazienti che hanno subito lesioni cutanee, come cicatrici derivate da interventi chirurgici o da incidenti, oppure dalle ustioni. Anche se in crescita, il numero di strutture attrezzate a tal fine, rimane in Italia ancora molto basso.

## Tecniche di applicazione
Le tecniche di applicazione del camouflage sono essenzialmente tre: con pennello, con le dita, con la spugna. Talvolta è necessario usarle in maniera integrata. Esse variano a seconda del tipo di inestetismo o del soggetto da trattare.

## Articoli di riviste
- Parente R., Camouflage Cosmetico, un trucco soprattutto psicologico, Trucco & Bellezza, 3ntini

Editore, n. 6 (2010), pp. 86–87.
- Parente R., Vitiligine e Camouflage, Trucco & Bellezza, 3ntini Editore, n. 7 (2010), pp. 92–93.
- Parente R., Acne e Camouflage, Trucco & Bellezza, 3ntini Editore, n. 10 (2010), pp. 88–89.